# リシャルト・カチョロフスキ
リシャルト・カチョロフスキ（（ポーランド語: Ryszard Kaczorowski（ 発音）、1919年11月26日 - 2010年4月10日）は、ポーランドの政治家。1989年から1990年にかけて、ポーランド亡命政府の大統領を務めた。

## 経歴

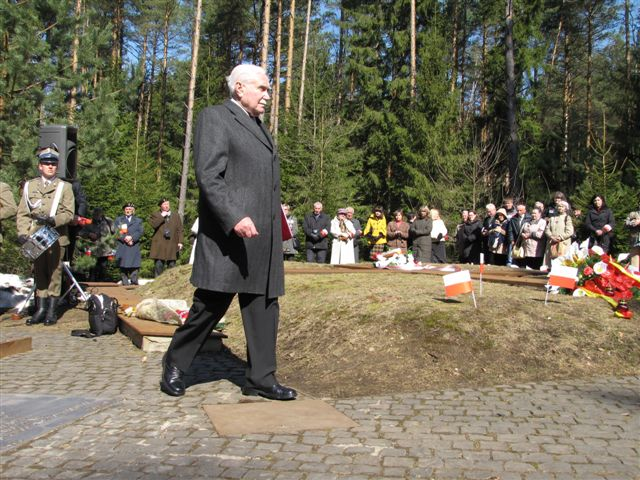
2009年、カティンの森の墓地で

1919年11月26日、ビャウィストクに生まれた。父はシュラフタ（貴族）のヴァツワフ、母はヤドウィガ（旧姓：サヴィツカ）。商業学校を卒業後、地元のボーイスカウト協会でインストラクターをした。ナチス・ドイツのポーランド侵攻で第二次世界大戦の火ぶたが切られると、ソビエト連邦当局から非合法化されていたスカウト運動を再興し、シャレ・シェレギ（ボーイスカウトの地下組織）のビャウィストク支部長に就いた。1940年に内務人民委員部 (NKVD) から逮捕され死刑判決を下されたものの、後にコルイマ強制収容所での懲役10年に減刑された。
1941年のシコルスキー＝マイスキー協定で釈放され、ヴワディスワフ・アンデルス将軍麾下の陸軍に入隊。ソ連での戦いが終結すると第3カルパティアライフル師団に配属され、師団の中等教育を修めた。ポーランド第2軍団で、モンテ・カッシーノの戦いなどに従軍した。終戦後はイギリスに亡命し国際貿易を修め、会計士をやっていた。1955年から1967年まで亡命ポーランド人スカウト連盟の会長、後に総裁を務めた。1957年の世界スカウトジャンボリーではポーランド代表団の団長を務めた。
一方、亡命議会であるポーランド国民評議会で評議員を務めるなど、政治サークルにも積極的に参画し、1986年には亡命政府の住宅問題担当相に就任した。1988年1月には亡命政府大統領のカジミエシュ・サバトから後継者に指名された。サバトは翌年7月19日に死去し、亡命政府の最高法規である1935年のポーランド4月憲法に基づきカチョロフスキが大統領に就任した。
大統領就任後、本国ポーランドはソ連圏からの自主独立を達成し、レフ・ヴァウェンサが第二次大戦後初めて民主的に大統領に選出された。1990年12月22日のヴァウェンサ大統領就任式でカチョロフスキは国璽を引き渡し、亡命政府の正当性と第三共和政への引き継ぎをヴァウェンサとともに承認した。これによってカチョロフスキは職を辞し、ポーランド亡命政府の45年の歴史に終止符が打たれた。

## 人物
晩年はロンドンで暮らし、妻カロリーナとの間にヤドウィガとアリツィアの二女をもうけた。ヤドウィガ・カチョロフスカはゼノンとヴァンダの二子を、アリツィア・ヤンコフスカはリシャルト、マルツィン、クリスティーナの三子をそれぞれ授かった。ポーランドにも頻繁に訪れた。国内法では元大統領と規定されたため、大統領年金や政府護衛局による護衛、それに事務所を与えられた。数多の社会系、歴史系組織の名誉会長や、ワルシャワ、グダニスク、グディニャ、キェルツェ、クラクフ、オポーレ、ジェロナ・グラ、そしてふるさとのビャウィストクなど、国内のおよそ30都市の名誉市民になった。
引退後もカチョロフスキは公職に就くことはなかったが、1994年11月にヴァルデマル・パヴラク首相がカチョロフスキの国防相就任をヴァウェンサ大統領に打診したと報じられた（当時、国防相、内相、外相は首相の意思に関係なく大統領が任命した）。政治活動にも一切参加しなかった。
2004年11月9日には「イギリスにおける亡命ポーランド人コミュニティとその子孫たちの生活に対する並外れた貢献」によりエリザベス2世から聖マイケル・聖ジョージ勲章（名誉ナイト・グランド・クロス章）を受勲した。

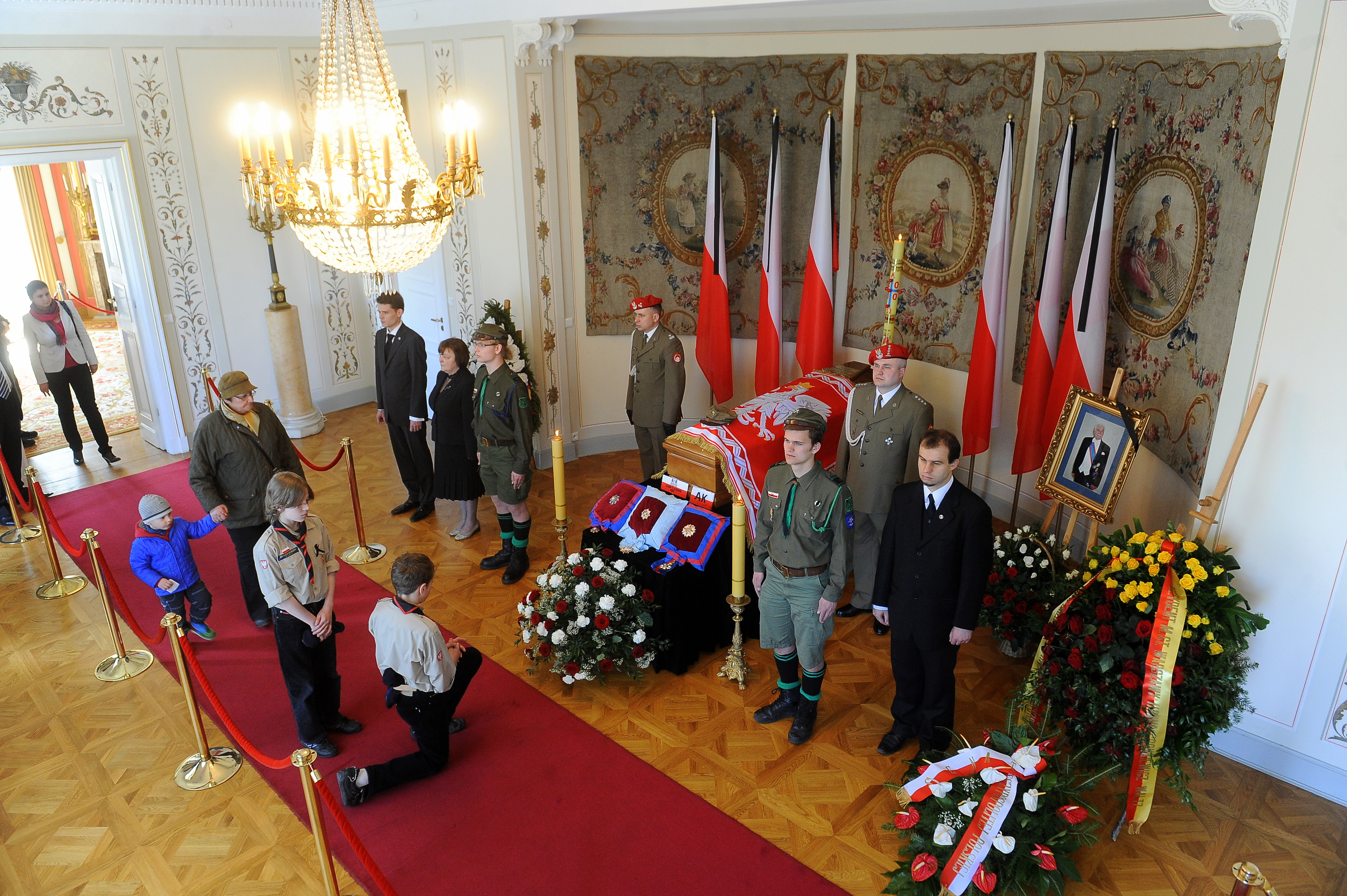
ワルシャワのベルヴェデル宮殿に安置されたカチョロフスキの棺

カチョロフスキは、2010年4月10日のポーランド空軍Tu-154墜落事故でレフ・カチンスキ大統領夫妻らとともに死亡した。葬儀は他の犠牲者らとともに4月19日に聖ヨハネ大聖堂で執り行われ、ワルシャワの国家摂理寺院の地下に埋葬された。